# 24289 Anthonypalma
24289 Anthonypalma este un asteroid din centura principală de asteroizi.

## Descriere
24289 Anthonypalma este un asteroid din centura principală de asteroizi. A fost descoperit pe 12 decembrie 1999 la Socorro, New Mexico, în cadrul proiectului LINEAR. Asteroidul prezintă o orbită caracterizată de o semiaxă mare de 2,44 ua, o excentricitate de 0,12 și o înclinație de 5,1° în raport cu ecliptica.